# Damernas turnering i volleyboll vid asiatiska spelen 2014
Damernas turnering i volleyboll vid asiatiska spelen 2014 var den fjortonde upplaga av tävlingen, som organiseras av AVC tillsammans med Asiens olympiska råd. Turneringen hölls 20 september till 2 oktober 2014 i Incheon och Ansan, Sydkorea. I turneringen deltog nio landslag och Sydkorea vann turnering för andra gången genom att besegra Kina i finalen.

## Laguppställningar
| Kina | Taiwan | Hongkong | Indien |
| --- | --- | --- | --- |
| - Qiao Ting - Yao Di - Yin Na - Wang Qian - Ding Xia - Yan Ni - Zhang Changning - Li Jing - Zhang Xiaoya - Liu Yanhan - Huang Liuyan - Wang Qi                                                                                            | - Chang Yu-chia - Chen Yi-ju - Ho Yen-chih - Yang Yi-chen - Chang Li-wen - Chen Wan-ting - Yang Meng-hua - Wen I-tzu - Lee Tzu-ying - Tseng Wan-ling - Chang Chen-yin - Chen Tzu-ya                                                                   | - Lam Mei - Fong Sze Man - Tsang Sze Nga - Yeung Sau Mei - Koo Yung Yung - Lo Ka Yan - Fung Tsz Yan - Lee Pui Shan - Thyllis Law - Lam Yee Ting - Tsui Ka Yee - Helen Ip                                                     | - Priyanka Khedkar - Rekha Sreesailam - Anusri Ghosh - M. S. Poornima - Soumya Vengadan - P. V. Sheeba - Tiji Raju - Nirmala Madan Lal - Terin Antony - Preeti Singh - Nittoor Srutimol - P. P. Reshma |
| Japan | Kazakstan | Maldiverna | Sydkorea |
| - Yuko Suzuki - Kanami Tashiro - Rika Nomoto - Haruyo Shimamura - Mari Horikawa - Miku Torigoe - Saori Takahashi - Riho Otake - Nao Muranaga - Nozomi Ito - Arisa Inoue - Nanaka Sakamoto                                                 | - Yelena Gordeyeva - Irina Chumak - Valeriya Rylova - Natalya Akilova - Yekaterina Razorenkova - Irina Shenberger - Regina Danilova - Anastassiya Rostovchshikova - Ainagul Aizharikhova - Aliya Batkuldina - Ardak Maratova - Anastassiya Kolomoyets | - Mariyam Azeefa - Mariyam Haleem - Aminath Areesha - Hawwa Rashida - Shaufa Adam - Haleemath Sama - Fathimath Joozan Zareer - Aishath Majidha - Mueena Hassan - Nasra Ibrahim - Fathimath Zeeniya Moosa - Khadheeja Ibrahim | - Lee Hyo-hee - Kim Hee-jin - Kim Hae-ran - Lee Jae-yeong - Nam Jie-youn - Lee Da-yeong - Kim Yeon-koung - Han Song-yi - Park Jeong-ah - Yang Hyo-jin - Bae Yoo-na - Baek Mok-hwa                      |
| Thailand | | | |
| - Piyanut Pannoy - Em-orn Phanusit - Thatdao Nuekjang - Pleumjit Thinkaow - Onuma Sittirak - Khatthalee Pinsuwan - Wilavan Apinyapong - Tapaphaipun Chaisri - Nootsara Tomkom - Malika Kanthong - Kaewkalaya Kamulthala - Parinya Pankaew | | | |

## Resultat
Alla tider är sydkoreansk standardtid (UTC+09:00)

### Förrunda

#### Grupp A
| Pos | Lag      | M | V | F | P | SV | SF | SK    | BV  | BF  | BK    |
| --- | -------- | - | - | - | - | -- | -- | ----- | --- | --- | ----- |
| 1   | Sydkorea | 3 | 3 | 0 | 9 | 9  | 0  | MAX   | 225 | 143 | 1,573 |
| 2   | Thailand | 3 | 2 | 1 | 6 | 6  | 4  | 1,500 | 237 | 202 | 1,173 |
| 3   | Japan    | 3 | 1 | 2 | 3 | 4  | 6  | 0,667 | 211 | 204 | 1,034 |
| 4   | Indien   | 3 | 0 | 3 | 0 | 0  | 9  | 0,000 | 101 | 225 | 0,449 |

| Datum  | Tid   |          | Resultat |          | Set 1 | Set 2 | Set 3 | Set 4 | Set 5 | Totalt | Rapport |
| ------ | ----- | -------- | -------- | -------- | ----- | ----- | ----- | ----- | ----- | ------ | ------- |
| 20 Sep | 17:30 | Sydkorea | 3–0      | Indien   | 25–5  | 25–12 | 25–13 |       |       | 75–30  | Rapport |
| 21 Sep | 14:00 | Thailand | 3–1      | Japan    | 25–27 | 25–18 | 25–19 | 25–21 |       | 100–85 | Rapport |
| 22 Sep | 13:00 | Indien   | 0–3      | Japan    | 6–25  | 11–25 | 12–25 |       |       | 29–75  | Rapport |
| 23 Sep | 19:30 | Sydkorea | 3–0      | Thailand | 25–21 | 25–20 | 25–21 |       |       | 75–62  | Rapport |
| 24 Sep | 13:00 | Thailand | 3–0      | Indien   | 25–19 | 25–12 | 25–11 |       |       | 75–42  | Rapport |
| 25 Sep | 19:30 | Sydkorea | 3–0      | Japan    | 25–17 | 25–16 | 25–18 |       |       | 75–51  | Rapport |

#### Grupp B
| Pos | Lag        | M | V | F | P  | SV | SF | SK    | BV  | BF  | BK    |
| --- | ---------- | - | - | - | -- | -- | -- | ----- | --- | --- | ----- |
| 1   | Kina       | 4 | 4 | 0 | 12 | 12 | 0  | MAX   | 301 | 151 | 1,993 |
| 2   | Taiwan     | 4 | 3 | 1 | 9  | 9  | 3  | 3,000 | 288 | 187 | 1,540 |
| 3   | Kazakstan  | 4 | 2 | 2 | 6  | 6  | 7  | 0,857 | 261 | 256 | 1,020 |
| 4   | Hongkong   | 4 | 1 | 3 | 3  | 4  | 9  | 0,444 | 225 | 274 | 0,821 |
| 5   | Maldiverna | 4 | 0 | 4 | 0  | 0  | 12 | 0,000 | 93  | 300 | 0,310 |

| Datum  | Tid   |                  | Resultat |            | Set 1 | Set 2 | Set 3 | Set 4 | Set 5 | Totalt | Rapport |
| ------ | ----- | ---------------- | -------- | ---------- | ----- | ----- | ----- | ----- | ----- | ------ | ------- |
| 20 Sep | 14:00 | Kinesiska Taipei | 3–0      | Hongkong   | 25–10 | 25–12 | 25–19 |       |       | 75–41  | Rapport |
| 21 Sep | 16:00 | Kazakstan        | 0–3      | Kina       | 14–25 | 11–25 | 14–25 |       |       | 39–75  | Rapport |
| 22 Sep | 15:30 | Hongkong         | 1–3      | Kazakstan  | 25–23 | 17–25 | 16–25 | 22–25 |       | 80–98  | Rapport |
| 22 Sep | 18:00 | Maldiverna       | 0–3      | Taiwan     | 3–25  | 11–25 | 7–25  |       |       | 21–75  | Rapport |
| 23 Sep | 15:00 | Kina             | 3–0      | Hongkong   | 25–10 | 25–12 | 25–7  |       |       | 75–29  | Rapport |
| 23 Sep | 17:00 | Kazakstan        | 3–0      | Maldiverna | 25–6  | 25–10 | 25–10 |       |       | 75–26  | Rapport |
| 24 Sep | 15:30 | Maldiverna       | 0–3      | Kina       | 7–25  | 7–25  | 6–25  |       |       | 20–75  | Rapport |
| 24 Sep | 18:00 | Kinesiska Taipei | 3–0      | Kazakstan  | 25–17 | 25–14 | 25–18 |       |       | 75–49  | Rapport |
| 25 Sep | 14:00 | Kina             | 3–0      | Taiwan     | 25–17 | 26–24 | 25–22 |       |       | 76–63  | Rapport |
| 25 Sep | 16:30 | Hongkong         | 3–0      | Maldiverna | 25–5  | 25–11 | 25–10 |       |       | 75–26  | Rapport |

### Kval till kvartsfinal
| Datum  | Tid   |        | Resultat |            | Set 1 | Set 2 | Set 3 | Set 4 | Set 5 | Totalt | Rapport |
| ------ | ----- | ------ | -------- | ---------- | ----- | ----- | ----- | ----- | ----- | ------ | ------- |
| 26 Sep | 15:00 | Indien | 3–0      | Maldiverna | 25–12 | 25–7  | 25–11 |       |       | 75–30  | Rapport |

### Huvudrunda
|  | Kvartsfinaler | Kvartsfinaler |              |   | Semifinaler         | Semifinaler         |  |  | Final | Final |
|  |               |               |              |   |                     |                     |  |  |       |       |
|  | 27 september  |               |              |   |                     |                     |  |  |       |       |
|  |               |               |              |   |                     |                     |  |  |       |       |
|  | Sydkorea      | 3             |              |   |                     |                     |  |  |       |       |
|  | Sydkorea      | 3             | 30 september |   |                     |                     |  |  |       |       |
|  | Hongkong      | 0             |              |   |                     |                     |  |  |       |       |
|  | Hongkong      | 0             | Sydkorea     | 3 |                     |                     |  |  |       |       |
|  | 27 september  |               | Sydkorea     | 3 |                     |                     |  |  |       |       |
|  |               | Japan         | 0            |   |                     |                     |  |  |       |       |
|  | Taiwan        | Japan         | 0            | 0 |                     |                     |  |  |       |       |
|  | Taiwan        |               | 2 oktober    | 0 |                     |                     |  |  |       |       |
|  | Japan         | 3             |              |   |                     |                     |  |  |       |       |
|  | Japan         | 3             | Sydkorea     | 3 |                     |                     |  |  |       |       |
|  | 27 september  |               | Sydkorea     | 3 |                     |                     |  |  |       |       |
|  |               | Kina          | 0            |   |                     |                     |  |  |       |       |
|  | Kina          | Kina          | 0            | 3 |                     |                     |  |  |       |       |
|  | Kina          | 30 september  |              | 3 |                     |                     |  |  |       |       |
|  | Indien        | 0             |              |   |                     |                     |  |  |       |       |
|  | Indien        | 0             | Kina         | 3 |                     |                     |  |  |       |       |
|  | 27 september  |               | Kina         | 3 |                     |                     |  |  |       |       |
|  |               | Thailand      | 1            |   | Match om tredjepris | Match om tredjepris |  |  |       |       |
|  | Thailand      | Thailand      | 1            | 3 | Match om tredjepris | Match om tredjepris |  |  |       |       |
|  | Thailand      |               | 2 oktober    | 3 |                     |                     |  |  |       |       |
|  | Kazakstan     | 0             |              |   |                     |                     |  |  |       |       |
|  | Kazakstan     | 0             | Japan        | 0 |                     |                     |  |  |       |       |
|  |               |               |              |   |                     |                     |  |  |       |       |
|  | Thailand      | 3             |              |   |                     |                     |  |  |       |       |
|  | Thailand      | 3             |              |   |                     |                     |  |  |       |       |

|  | Matcher om plats 5-8 | Matcher om plats 5-8 |                   |   | Spel om plats 5-6 | Spel om plats 5-6 |
|  |                      |                      |                   |   |                   |                   |
|  | 30 september         |                      |                   |   |                   |                   |
|  |                      |                      |                   |   |                   |                   |
|  | Indien               | 0                    |                   |   |                   |                   |
|  | Indien               | 0                    | 2 oktober         |   |                   |                   |
|  | Kazakstan            | 3                    |                   |   |                   |                   |
|  | Kazakstan            | 3                    | Kazakstan         | 0 |                   |                   |
|  | 30 september         |                      | Kazakstan         | 0 |                   |                   |
|  |                      | Taiwan               | 3                 |   |                   |                   |
|  | Hongkong             | Taiwan               | 3                 | 0 |                   |                   |
|  | Hongkong             |                      |                   | 0 |                   |                   |
|  | Taiwan               | 3                    |                   |   |                   |                   |
|  | Taiwan               | 3                    | Spel om plats 7-8 |   |                   |                   |
|  |                      |                      |                   |   |                   |                   |
|  | 2 oktober            |                      |                   |   |                   |                   |
|  |                      |                      |                   |   |                   |                   |
|  | Indien               | 0                    |                   |   |                   |                   |
|  | Indien               | 0                    |                   |   |                   |                   |
|  | Hongkong             | 3                    |                   |   |                   |                   |

#### Kvartsfinaler
| Datum  | Tid   |                  | Resultat |           | Set 1 | Set 2 | Set 3 | Set 4 | Set 5 | Totalt | Rapport |
| ------ | ----- | ---------------- | -------- | --------- | ----- | ----- | ----- | ----- | ----- | ------ | ------- |
| 27 Sep | 12:00 | Sydkorea         | 3–0      | Hongkong  | 25–13 | 25–15 | 25–11 |       |       | 75–39  | Rapport |
| 27 Sep | 14:30 | Kina             | 3–0      | Indien    | 25–11 | 25–12 | 25–10 |       |       | 75–33  | Rapport |
| 27 Sep | 17:00 | Thailand         | 3–0      | Kazakstan | 25–10 | 25–10 | 25–10 |       |       | 75–30  | Rapport |
| 27 Sep | 19:30 | Kinesiska Taipei | 0–3      | Japan     | 21–25 | 17–25 | 16–25 |       |       | 54–75  | Rapport |

#### Matcher om plats 5-8
| Datum  | Tid   |          | Resultat |           | Set 1 | Set 2 | Set 3 | Set 4 | Set 5 | Totalt | Rapport |
| ------ | ----- | -------- | -------- | --------- | ----- | ----- | ----- | ----- | ----- | ------ | ------- |
| 30 Sep | 10:30 | Indien   | 0–3      | Kazakstan | 20–25 | 19–25 | 20–25 |       |       | 59–75  | Rapport |
| 30 Sep | 16:30 | Hongkong | 0–3      | Taiwan    | 18–25 | 14–25 | 9–25  |       |       | 41–75  | Rapport |

#### Semifinaler
| Datum  | Tid   |          | Resultat |          | Set 1 | Set 2 | Set 3 | Set 4 | Set 5 | Totalt | Rapport |
| ------ | ----- | -------- | -------- | -------- | ----- | ----- | ----- | ----- | ----- | ------ | ------- |
| 30 Sep | 13:30 | Kina     | 3–1      | Thailand | 19–25 | 25–23 | 25–15 | 25–19 |       | 94–82  | Rapport |
| 30 Sep | 19:30 | Sydkorea | 3–0      | Japan    | 25–16 | 25–19 | 25–16 |       |       | 75–51  | Rapport |

#### Spel om plats 7-8
| Datum  | Tid   |        | Resultat |          | Set 1 | Set 2 | Set 3 | Set 4 | Set 5 | Totalt | Rapport |
| ------ | ----- | ------ | -------- | -------- | ----- | ----- | ----- | ----- | ----- | ------ | ------- |
| 02 Oct | 10:30 | Indien | 0–3      | Hongkong | 16–25 | 26–28 | 18–25 |       |       | 60–78  | Rapport |

#### Spel om plats 5-6
| Datum  | Tid   |           | Resultat |        | Set 1 | Set 2 | Set 3 | Set 4 | Set 5 | Totalt | Rapport |
| ------ | ----- | --------- | -------- | ------ | ----- | ----- | ----- | ----- | ----- | ------ | ------- |
| 02 Oct | 19:30 | Kazakstan | 0–3      | Taiwan | 17–25 | 17–25 | 19–25 |       |       | 53–75  | Rapport |

#### Match om tredjepris
| Datum  | Tid   |       | Resultat |          | Set 1 | Set 2 | Set 3 | Set 4 | Set 5 | Totalt | Rapport |
| ------ | ----- | ----- | -------- | -------- | ----- | ----- | ----- | ----- | ----- | ------ | ------- |
| 02 Oct | 13:30 | Japan | 0–3      | Thailand | 17–25 | 22–25 | 23–25 |       |       | 62–75  | Rapport |

#### Final
| Datum  | Tid   |          | Resultat |      | Set 1 | Set 2 | Set 3 | Set 4 | Set 5 | Totalt | Rapport |
| ------ | ----- | -------- | -------- | ---- | ----- | ----- | ----- | ----- | ----- | ------ | ------- |
| 02 Oct | 19:30 | Sydkorea | 3–0      | Kina | 25–20 | 25–13 | 25–21 |       |       | 75–54  | Rapport |

## Slutplaceringar
| Rank | Lag        | S | V | F |
| ---- | ---------- | - | - | - |
| 1    | Sydkorea   | 6 | 6 | 0 |
| 2    | Kina       | 7 | 6 | 1 |
| 3    | Thailand   | 6 | 4 | 2 |
| 4    | Japan      | 6 | 2 | 4 |
| 5    | Taiwan     | 7 | 5 | 2 |
| 6    | Kazakstan  | 7 | 3 | 4 |
| 7    | Hongkong   | 7 | 2 | 5 |
| 8    | Indien     | 7 | 1 | 6 |
| 9    | Maldiverna | 5 | 0 | 5 |